# María Victoria Fernández-España
Pour les articles homonymes, voir Fernández et España.
Fernández-España  y Fernández-Latorre est un nom espagnol. Le premier nom de famille, en général paternel, est Fernández-España ; le second, en général maternel, souvent omis, est y Fernández-Latorre.
María Victoria Fernández-España y Fernández-Latorre (/maˈɾia βik̚ˈtoɾja fɛɾˈnãn̪dɛθ ɛsˈpaɲa i fɛɾˈnãn̪dɛð laˈtore/) est une journaliste et femme politique espagnole, née le 12 juin 1925 à La Corogne (Galice) et morte le 10 juin 1999 à Madrid.
Elle est journaliste pour le journal galicien La Voz de Galicia pendant plus de quatre décennies. Elle siège au Congrès des députés entre 1977 et 1986 sous les couleurs d'Alliance populaire. Jusqu'en 1982, elle en occupe l'une des quatre vice-présidences, étant la première femme à exercer une telle fonction. Elle se retire de la vie politique à l'issue des élections de 1986.

## Enfance
María Victoria Fernández-España y Fernández-Latorre naît le 12 juin 1925 à La Corogne, dans un logement situé juste au-dessus des rotatives du journal La Voz de Galicia. Elle reçoit le surnom de « Totora ».
Son oncle, Juan Fernández Latorre, était le fondateur de ce même journal.

## Journaliste
María Victoria Fernández-España obtient sa licence en journalisme en 1949 au sein de l'École officielle (es) (EOP). Elle épouse un an plus tard Felipe Fernández Armesto, également journaliste. Elle écrit des articles pour La Voz de Galicia sous le pseudonyme de Victoria Armesto pendant plus de 40 ans.
Après avoir vécu en Allemagne puis aux États-Unis, où son époux est correspondant pour le journal La Vanguardia, elle s'installe de nouveau en Galice en 1966. Le couple acquiert la propriété de la Casa Grande de Xanceda, sur le territoire de la commune de Mesía, et y installe une exploitation agricole tournée vers l'élevage. Elle publie trois ans plus tard La Galicia feudal, un livre sur l'histoire médiévale galicienne.

## Députée au Congrès
À la demande du parti Alliance populaire (AP), María Victoria Fernández-España — qui n'a jamais milité en politique — se présente aux élections constituantes du 15 juin 1977 dans la circonscription de La Corogne.
Le 18 octobre 1977, elle est élue troisième vice-présidente du Congrès des députés — un poste créé par le nouveau règlement de l'assemblée — par 33 voix favorables,. Son élection provoque une insatisfaction parmi les députés galiciens de l'Union du centre démocratique (UCD), qui voient une personnalité extérieure à leur parti accéder à une importante responsabilité institutionnelle. Elle est la première femme à exercer la vice-présidence du Congrès. Elle accède le 20 novembre 1978 à la présidence de la section d'Alliance populaire dans la province de La Corogne.
À la suite des élections générales du 1er mars 1979, elle est reconduite comme troisième vice-présidente avec 34 voix en sa faveur. Elle bénéficie du soutien des députés de l'UCD, ce qui lui permet de ne pas être rétrogradée comme quatrième vice-présidente par le communiste Ignacio Gallego, soutenu de son côté par le Parti socialiste, lors du vote du 23 mars. Lors de la séance de constitution définitive du Congrès tenue le 3 mai suivant, le bureau est appelé à être confirmé, mais lors du scrutin, elle recueille autant de suffrages qu'Ignacio Gallego, soit 45 voix chacun ; le second vote destiné à les départager dans l'ordre protocolaire résout cette égalité au bénéfice de María Victoria Fernández-España, qui reçoit 161 voix contre 118 au député communiste. Elle est la femme occupant la plus haute responsabilité institutionnelle en Espagne jusqu'en décembre 1981, lorsque Soledad Becerril est nommée ministre de la Culture.
Après que le projet de statut d'autonomie de la Galice a été remis aux Cortes Generales le 29 juin 1979, elle signale que le texte ne devrait pas être trop retouché dans la mesure où il ne comprend pas de dispositions conflictuelles, tout en considérant qu'il « marginalise [la Galice] » alors « les autres régions plus développées ont connu la croissance grâce à l'épargne et au travail des Galiciens émigrés ». Elle est désignée deux mois plus tard pour siéger à la délégation parlementaire chargée d'étudier le projet de loi aux côtés des membres de la commission constitutionnelle, étant la seule représentante de la Coalition démocratique. Elle indique le 23 novembre, au lendemain du vote du projet de loi en commission parlementaire, « ne pas aimer ce statut » et dénonce que l'UCD a tenté d'en négocier le contenu avec le seul PSOE, qui a finalement fait part de son opposition.
Réélue présidente d'AP dans la province de La Corogne en février 1982 contre le candidat soutenu par la direction nationale avec 248 voix favorables contre 139, elle est confirmée plus tard dans l'année comme tête de liste pour les élections générales du 28 octobre 1982, elle continue de siéger au bureau du Congrès, mais change de poste puisqu'elle devient le 18 novembre deuxième secrétaire avec 104 voix.

## Fin de carrière politique
María Victoria Fernández-España indique le 5 mars 1986 qu'elle quitte Alliance populaire et le groupe parlementaire associé pour intégrer le groupe mixte. Elle justifie sa décision par le fait qu'AP appelle ses militants à s'abstenir lors du référendum sur le maintien de l'OTAN convoqué une semaine plus tard. Au cours d'une conférence de presse organisé au palais des Cortès, elle explique que pour elle, cette position équivaut à dire non à l'OTAN, donc non à l'Europe.
Deux mois après son renoncement, elle accepte d'être candidate en deuxième position sur la liste du parti centriste et régionaliste Coalition galicienne (es) (CG) dans la circonscription de La Corogne. La CG ne remporte aucun siège dans la province, ce qui met un terme à son parcours parlementaire. Elle devient en 1988 vice-présidente du conseil d'administration de La Voz de Galicia.

## Mort
María Victoria Fernández-España meurt le 10 juin 1999 à Madrid. Elle est enterrée en Galice deux jours plus tard. Lors d'un hommage rendu à son œuvre, sa vie et son engagement deux décennies après sa mort, l'ancien député socialiste Francisco Vázquez, qui rappelle qu'ils étaient « concurrents dans les urnes », la qualifie de « grande députée » et évoque « une intellectuelle, une grande journaliste, une biographe et divulgatrice amène, une femme féministe, libérale et galleguiste ».